# Massif de la Vanoise
Massif de la Vanoise este o arie protejată (sit de importanță comunitară — SCI) din Franța întinsă pe o suprafață de 53.927,6 ha, integral pe uscat.

## Localizare
Centrul sitului Massif de la Vanoise este situat la coordonatele 45°23′30″N 6°53′00″E / 45.39167°N 6.88333°E.

## Înființare
Situl Massif de la Vanoise a fost declarat arie specială de conservare în baza directivei 92/43 din 1992 referitoare la conservarea habitatelor naturale și a faunei și florei sălbatice pentru a proteja 6 specii de plante și 3 specii de animale.

## Biodiversitate
Situată în ecoregiunea alpină, aria protejată conține 28 de habitate naturale: Tufărișuri subarctice cu Salix spp., Râuri de munte și vegetația erbacee de pe malurile acestora, Turbării active, Formațiuni pioniere alpine de Caricion bicoloris-atrofuscae, Ape stătătoare oligotrofe până la mezotrofe, cu vegetație de Littorelletea uniflorae și/sau de Isoëto-Nanojuncetea, Liziere de ierburi înalte hidrofile de câmpie și de nivel montan până la alpin, Mlaștini turboase de tranziție și turbării mișcătoare, Grohotișuri termofile și vest-mediteraneene, Pajiști boreale și alpine pe substrat silicios, Pante stâncoase silicioase cu vegetație casmofită, Peșteri inaccesibile publicului, Păduri montane și subalpine de Pinus uncinata (* dezvoltate pe substrat gipsos sau calcaros), Mlaștini alcaline, Grohotișuri calcaroase și de șisturi calcaroase de la nivelul montan până la nivelul alpin (Thlaspietea rotundifolii), Roci stâncoase cu vegetație pionieră de Sedo-Scleranthion sau Sedo albi-Veronicion dillenii, Păduri acidofile de Picea de la nivel montan la nivel alpin (Vaccinio-Piceetea), Râuri de munte și vegetația lor lemnoasă cu Myricaria germanica, Râuri de munte și vegetația lor lemnoasă cu Salix elaeagnos, Izvoare petrifiante cu formare de travertin (Cratoneurion), Ape puternic oligomezotrofe cu vegetație bentonică cu Chara spp., Pajiști alpine și boreale, Pajiști alpine și subalpine calcaroase, Fânețe montane, Grohotișuri silicioase de la nivelul montan până la nivelul zăpezii (Androsacetalia alpinae și Galeopsietalia ladani), Pante stâncoase calcaroase cu vegetație casmofită, Ghețari permanenți, Păduri alpine de Larix decidua și/sau Pinus cembra, Formațiuni ierboase bogate în specii de Nardus, dezvoltate pe substraturi silicioase în zone montane (și în zone submontane, în Europa continentală).
La baza desemnării sitului se află mai multe specii protejate:
- plante (6): Buxbaumia viridis, papucul doamnei (Cypripedium calceolus), Dracocephalum austriacum, Eryngium alpinum, Riccia breidleri, Trifolium saxatile
- mamifere (2): lupul (Canis lupus), râs eurasiatic (Lynx lynx)
- nevertebrate (1): fluturele auriu (Euphydryas aurinia)

Pe lângă speciile protejate, pe teritoriul sitului au mai fost identificate 1 specie de păsări, 2 specii de mamifere.